# Vizzini
Vizzini település Olaszországban, Szicília régióban, Catania megyében. Lakosainak száma 5702 fő (2023. január 1.). Vizzini Buccheri, Francofonte, Giarratana, Licodia Eubea, Monterosso Almo, Militello in Val di Catania és Mineo községekkel határos.

## Népesség
A település lakossága az elmúlt években az alábbi módon változott:
| Lakosok száma | 6164 | 6072 | 5702 |
|               | 2017 | 2018 | 2023 |